# Sarah Kohr – Irrlichter
Sarah Kohr – Irrlichter ist ein deutscher Fernsehfilm von Mike Marzuk aus dem Jahr 2022 und der achte Teil der ZDF-Kriminalfilmreihe Sarah Kohr mit Lisa Maria Potthoff in der Titelrolle der Ermittlerin. Die Episode hat eine Länge von ca. 89 Minuten und wurde am 27. Dezember 2022 als Fernsehfilm der Woche erstmals im deutschen Fernsehen ausgestrahlt.

## Handlung
Nachdem der verdeckte Ermittler Nico Brandt bei seinem Spezialeinsatz ums Leben gekommen war, begibt sich die LKA-Beamtin Sarah Kohr eigenmächtig auf die Spur seiner Mörder. Dazu muss sie sich mit Aktivisten der „Coronalüge“ auseinandersetzen. Sie gewinnt das Vertrauen der Terrorgruppe, als sie sich gezielt in eine Schlägerei jugendlicher Randalierer einmischt und anschließend mit der Polizei Ärger bekommt. Sie muss sogar in Untersuchungshaft, wo sie auf die dort inhaftierte Corina Leuthaus trifft, der man den Mord an Sarahs Freund Nico unterschieben will. Bei der Flucht aus der U-Haft schließt sich Leuthaus der angeblich abtrünnigen Polizistin an. Mit ihrer Hilfe findet Sarah Kohr den direkten Weg zu Felix Morgenroth, dem Anführer der Verschwörungstheoretiker. Geschickt setzt sie alles daran, auch Morgenroth von ihrer Loyalität zu überzeugen. So hilft sie aktiv dabei, das Ausgangsmaterial für Sprengstoff für einen Anschlag zu beschaffen. Dabei wird jedoch Leuthaus lebensgefährlich verletzt, und in dem Durcheinander gelingt es Sarah Kohr, Kontakt mit Anton Mehringer aufzunehmen, den sie über ihren Alleingang vorher nicht informiert hatte. Sie unterrichtet ihn über den Stand ihrer Ermittlungen und äußert den Verdacht eines Verrats seitens der Polizei oder sogar der Staatsanwaltschaft, was Nico das Leben gekostet habe. Mehringer stellt daraufhin Mona Lessing zur Rede, die die aktuellen Ermittlungen gegen die Terrorgruppe leitet. Sie räumt ein, einen Fehler gemacht zu haben und über die Verbreitung von Fakenachrichten ungewollt Nicos Tod herbeigeführt zu haben.
Trotz aller Vorsicht findet Morgenroth Sarah Kohrs wahre Identität heraus. Er schlägt sie nieder, fesselt sie und setzt sie als Geisel ein. Mehringer wird so gezwungen, sich und die Polizei zurückzuhalten, damit Morgenroth seinen Anschlag ungestört ausführen kann. Er macht jedoch den Fehler, Kohr zu unterschätzen. Sie befreit sich unbemerkt von ihren Fesseln und nutzt eine Meinungsverschiedenheit innerhalb der Terrorgruppe, um die Männer außer Gefecht zu setzen. Allerdings stirbt Morgenroth bei einem Schusswechsel, doch kann Sarah Kohr am Ende auch den wahren Mörder von Nico überführen.

## Hintergrund
Sarah Kohr – Irrlichter wurde im Auftrag des ZDF von der film gmbh produziert. Die Dreharbeiten fanden unter dem Arbeitstitel Staatsfeinde vom 23. September bis zum 21. Dezember 2021 in Hamburg und Umgebung statt.
Die Kamera führte Tobias Schmidt, für den Ton war Torsten Többen verantwortlich, für das Szenenbild Sonja Strömer, für das Kostümbild Christine Zahn und für die Maske Christina Paul und Heike Ersfeld. Verantwortlicher Redakteur seitens des Senders war Daniel Blum.

## Rezeption

### Einschaltquote
Bei der Erstausstrahlung von Sarah Kohr – Irrlichter am 27. Dezember 2022 verfolgten in Deutschland insgesamt 5,90 Millionen Zuschauer die Filmhandlung, was einem Marktanteil von 21,6 Prozent für das ZDF entsprach. In der als Hauptzielgruppe für Fernsehwerbung deklarierten Altersgruppe von 14–49 Jahren erreichte Sarah Kohr – Irrlichter 0,60 Millionen Zuschauer und damit einen Marktanteil von 8,1 Prozent in dieser Altersgruppe.

### Kritik
Tilmann P. Gangloff schrieb für Tittelbach.tv: „Seit Sarah Kohr eine Reihe ist, hat Timo Berndt sämtliche Drehbücher geschrieben. Die jeweiligen Umsetzungen bewegten sich handwerklich ausnahmslos auf hohem Niveau. Auch ‚Irrlichter‘ beeindruckt durch eine bemerkenswerte Bildgestaltung. Als Staatsanwalt Mehringer (Herbert Knaup) die LKA-Beamtin befragt, erzeugt die Kamera (Patrick D. Kaethner) auf raffiniert subtile Weise eine unbewusste Irritation, die perfekt zur Szene passt. Die Musik (Alex Komlew) sorgt für einen packenden Klangteppich, und die verschiedenen Action-Szenen sind dank des rasanten Schnitts und ständig wechselnder Perspektiven angemessen temporeich inszeniert. Trotzdem ist vor allem Berndts Beitrag hervorzuheben. Ein guter Beleg für die Durchdachtheit des Drehbuchs sind jene Randfiguren und Nebenebenen, denen der Film zunächst unnötig viel Zeit zu widmen scheint.“
Bei quotenmeter.de wertete Christian Lukas: Gemessen an den „beiden Vorgängerproduktionen“ ist diese Folge „leider ein Rückschritt für die Serie.“ So würde es dem Drehbuch diesmal nicht gelingen „die Spannungskurve konstant steigen zu lassen.“ „Die Schwäche dieses Spielfilmes liegt gar nicht so sehr in der Tatsache begründet, dass man als Zuschauer recht schnell ahnt, in welche Richtung die Handlung wohl laufen mag.“ „‚Irrlichter‘ scheitert daran, dass man der Truppe um Felix Morgenroth nie wirklich glaubt, dass sie auch nur annähernd so etwas wie einen Plan hätten.“
Oliver Armknecht von film-rezensionen.de meinte, der Film „nimmt sich des Themas Corona-Verschwörungstheorie an und bastelt daraus einen reißerischen Thriller. Lisa Maria Potthoff überzeugt darin zwar erneut als schlagkräftige Polizistin, kommt aber nicht gegen das Drehbuch an, bei dem man oft nicht weiß, ob es ernst gemeint oder eine Satire sein soll.“
Evangelisch.de urteilte: „Rundum gelungen ist der Film […] nicht. Die Prügelszenen sind zwar dank Potthoffs Nahkampfexpertise gewohnt glaubwürdig, aber das Finale, bei dem Morgenroth die vermeintlichen Machenschaften des Systems aufdecken will, läuft nicht nur inhaltlich, sondern auch nebendarstellerisch mit viel Geschrei und irren Blicken etwas aus dem Ruder.“